# Real Zaragoza 1977-1978
Questa voce raccoglie le informazioni riguardanti il Real Zaragoza nelle competizioni ufficiali della stagione 1977-1978

## Stagione
L'allenatore per questa stagione è Arsenio Iglesias, proveniente dal Burgos. Il Real Saragozza, retrocesso nella stagione precedente, affronta il campionato di Segunda División. A fine anno, grazie al primo posto in classifica ottiene la promozione e ritorna in massima serie. L'attaccante Pichi Alonso è il vice capocannoniere del campionato (22 gol), alle spalle di Alfonso Castro del Deportivo de La Coruña con 24 reti.In Coppa del Re, gli aragonesi eliminano il Las Palmas Atlético, il Reus, il Club Atlético Marbella e il Real Murcia, prima di essere eliminati dal Deportivo Alavés agli ottavi di finale.

## Rosa
| N. |                       | Ruolo | Calciatore                   |
| -- | --------------------- | ----- | ---------------------------- |
|    | Spagna (bandiera)     | P     | José Manuel Fernández Nieves |
|    | Spagna (bandiera)     | P     | Andrés Junquera              |
|    | Spagna (bandiera)     | P     | Juan Luis Irazusta           |
|    | Spagna (bandiera)     | D     | Jesús India                  |
|    | Spagna (bandiera)     | D     | Pedro Camus                  |
|    | Uruguay (bandiera)    | D     | Juan Carlos Blanco           |
|    | Spagna (bandiera)     | D     | José Heredia                 |
|    | Spagna (bandiera)     | D     | Ángel Royo                   |
|    | Portogallo (bandiera) | D     | Vitorino Bastos              |
|    | Spagna (bandiera)     | D     | Jesús Antonio Salvatierra    |
|    | Spagna (bandiera)     | C     | José Ignacio Oñaederra       |
|    | Spagna (bandiera)     | C     | José Pablo García Castany    |
|    | Paraguay (bandiera)   | C     | Saturnino Arrúa              |

| N. |                      | Ruolo | Calciatore                    |
| -- | -------------------- | ----- | ----------------------------- |
|    | Spagna (bandiera)    | C     | Víctor Muñoz                  |
|    | Spagna (bandiera)    | C     | Juan Manuel García Simarro    |
|    | Spagna (bandiera)    | C     | José Carlos Barrachina        |
|    | Spagna (bandiera)    | C     | Juan Bautista Planelles       |
|    | Spagna (bandiera)    | A     | Juan José Rodríguez Gutiérrez |
|    | Spagna (bandiera)    | A     | Pichi Alonso                  |
|    | Argentina (bandiera) | A     | Eduardo Oviedo                |
|    | Spagna (bandiera)    | A     | José González González        |
|    | Paraguay (bandiera)  | A     | Celso Mendieta                |
|    | Paraguay (bandiera)  | A     | Jorge Insfrán                 |
|    | Spagna (bandiera)    | A     | Laureano Rubial               |
|    | Spagna (bandiera)    | A     | Juan José Camacho             |